# Rutland County
Rutland County is een van de 14 county's in de Amerikaanse staat Vermont.
De county heeft een landoppervlakte van 2.415 km² en telt 63.400 inwoners (volkstelling 2000). De hoofdplaats is Rutland.

## Bevolkingsontwikkeling
Addison · Bennington · Caledonia · Chittenden · Essex · Franklin · Grand Isle · Lamoille · Orange · Orleans · Rutland · Washington · Windham · Windsor